# 5. prosinec
5. prosinec je 339. den roku podle gregoriánského kalendáře
(340. v přestupném roce). Do konce roku zbývá 26 dní. Svátek slaví Jitka.

## Události

### Česko
- 1777
  - Na žádost císařovny Marie Terezie bylo biskupství v Olomouci povýšeno na arcibiskupství.
  - Biskupství brněnské založeno na základě císařského rozhodnutí z 16. listopadu 1776 a potvrzeno bulou papeže Pia VI.
- 1868 – V Rakousku-Uhersku byla zavedena všeobecná branná povinnost, délka základní vojenské služby byla stanovena na 3 roky.
- 1880 – Založena Ústřední matice školská na podporu českojazyčného školství v pohraničí.
- 1967 – AZNP Mladá Boleslav vyrobily čtvrtmiliontý automobil z typové řady Škoda 1000 MB.

### Svět
- 1456 – Při silném zemětřesení v Neapoli zemřelo 35 000 lidí.
- 1484 – Papež Inocenc VIII. z podnětu inkvizitora Heinricha Kramera vydal bulu Summis desiderantes affectibus, jež připustila existenci čarodějnic a zjednodušila procesy proti nim. To zahájilo hony na čarodějnice.
- 1492 – Kryštof Kolumbus objevil karibský ostrov Hispaniola.
- 1496 – Na příkaz krále Manuela I. byli Židé vyhoštěni z Portugalska
- 1757 –  Sedmiletá válka: Pruská armáda zvítězila nad rakouskou v bitvě u Leuthenu.
- 1766 – Londýnská aukční síň Christie's pořádala svou první aukci
- 1931 – Katedrála Krista Spasitele v Moskvě byla zničena nařízením Josifa Stalina.
- 1933 – V USA skončila prohibice, Utah přijal 22. dodatek k ústavě, čímž bylo překročeno kvórum 75% států.
- 1978 – NATO zavedla systém AWACS.

## Narození

### Česko

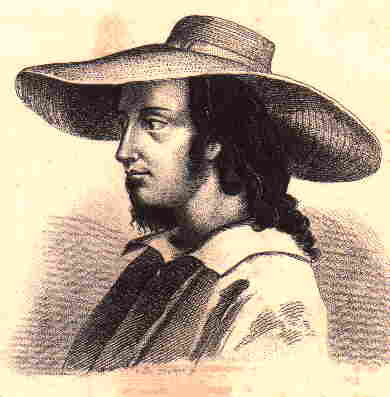
Tadeáš Haenke (* 1761)

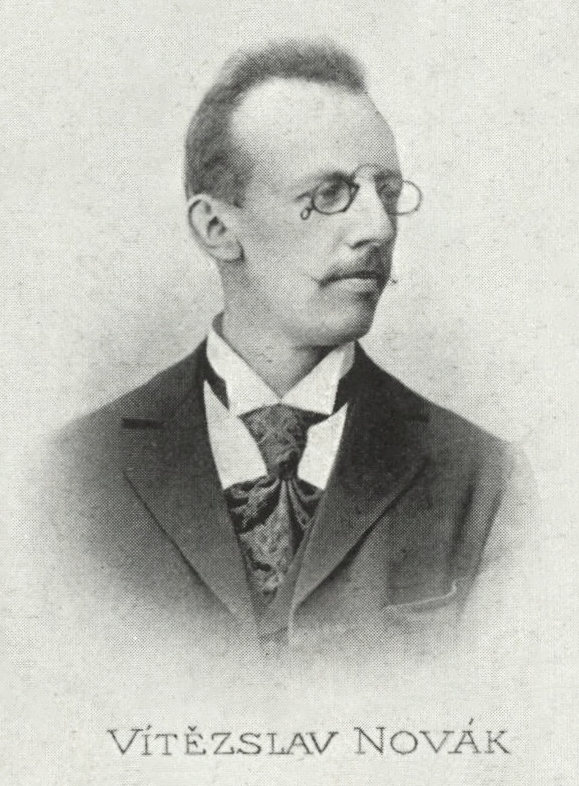
Vítězslav Novák (* 1870)

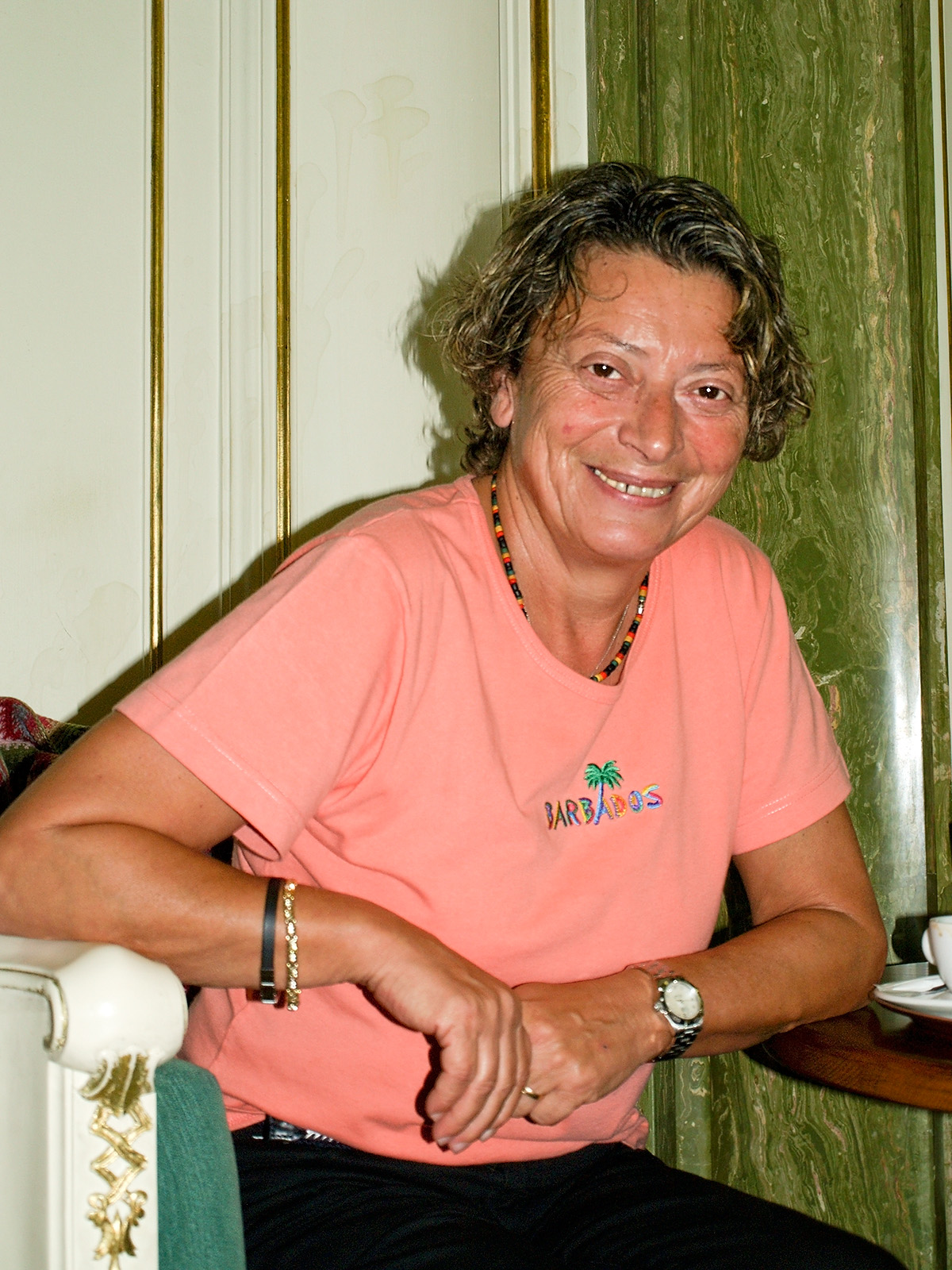
Jitka Němcová (* 1950)

- 1588 – Mikuláš Drabík, bratrský kazatel († 16. července 1671)
- 1749 – Karel Hanke, německý hudební skladatel narozený v Čechách († 10. června 1803)
- 1761 – Tadeáš Haenke, botanik, cestovatel a objevitel († 31. října 1817)
- 1777 – Karel Inzaghi, nejvyšší český a první rakouský kancléř († 17. května 1856)
- 1799 – Antonín Vojtěch Hnojek, kněz, národní buditel a spisovatel († 23. ledna 1865)
- 1808 – Johann Anton Starck, podnikatel a poslanec rakouské říšské rady. († 22. května 1883)
- 1831 – Mikuláš Karlach, kněz, probošt vyšehradský († 6. listopadu 1911)
- 1832 – Wenzel Dreßler, český lékař a politik německé národnosti († 13. prosince 1868)
- 1835 – Anton Schobloch, český podnikatel († 26. května 1900)
- 1836 – Rudolf Jablonský, český právník a politik, starosta Čáslavi († 30. září 1902)
- 1853 – František Mnohoslav Vrána, básník a folklorista († 6. června 1882)
- 1867 – Josef Vejnar, český lékař a fotograf († 19. ledna 1934)
- 1870 – Vítězslav Novák, český hudební skladatel a pedagog († 18. července 1949)
- 1873 – František Hummelhans, československý politik († 25. ledna 1942)
- 1874 – Ernst Hirsch, československý politik německé národnosti († 4. února 1925)
- 1875 – Sándor Herz, československý politik maďarské národnosti († 17. listopadu 1938)
- 1884 – Bohuslav Hostinský, matematik († 12. dubna 1951)
- 1893 – Josef Vaverka, profesor železničního stavitelství, rektor Vysokého učení technického v Brně († 31. srpna 1975)
- 1895 – Vladimír Šmilauer, český jazykovědec, bohemista a slovakista († 13. října 1983)
- 1897 – František Malkovský, první český akrobatický pilot († 8. června 1930)
- 1900 – Josef Panáček, amatérský historik († 3. ledna 1973)
- 1903 – Pavel Glos, farář, antifašista a spisovatel († 14. dubna 1985)
- 1904
  - Josef Trnka, rektor Českého vysokého učení technického, profesor geodézie († 18. listopadu 1962)
  - Antonín Wagner, sochař, architekt a restaurátor († 11. ledna 1978)
- 1905
  - Jan Jílek, malíř († 14. března 1982)
  - Václav Vaník-Váňa, fotbalista, reprezentant Československa († ?)
- 1906 – Antonín Hnízdo, přírodovědec († 20. června 1973)
- 1909 – Josef Stelibský, klavírista, kapelník a hudební skladatel († 28. dubna 1962)
- 1910 – Josef Hořejší, oběť komunismu († 1950)
- 1913
  - Josef Týfa, typograf († 19. ledna 2007)
  - František Desenský, lidovecký politik († 1. května 1984)
- 1919 – Jan Kloboučník, redaktor, spisovatel († 22. října 1974)
- 1921 – Jánuš Kubíček, malíř († 21. května 1993)
- 1923
  - Čestmír Řanda, herec († 31. srpna 1986)
  - Jan Zelenka, novinář, ředitel Československé televize a komunistický politik († 21. února 1998)
- 1924 – Marie Skálová, česká spisovatelka († 28. října 1996)
- 1925 – Jaroslav Hořánek, český malíř, ilustrátor, grafik a pedagog († 18. ledna 1995)
- 1926 – Eva Kondrysová, překladatelka († 17. září 2017)
- 1930 – Radim Malát, český malíř, ilustrátor a grafik († 24. listopadu 1997)
- 1931 – Ladislav Novák, fotbalový obránce a jeden z nejlepších světových obránců své doby († 21. března 2011)
- 1936 – Leoš Chládek, horolezec a expediční lékař
- 1945 – Dušan Tešnar, viceprezident NKÚ
- 1950 – Jitka Němcová, televizní a filmová scenáristka, režisérka a filmová pedagožka
- 1952 – Jitka Kupčová, místopředsedkyně Poslanecké sněmovny
- 1954 – Pavel Richter, československý hokejový útočník
- 1955 – Martin Učík, herec († 8. srpna 2025)
- 1969 – Alena Zárybnická, meteoroložka a moderátorka
- 1973
  - Vít Bárta, podnikatel a politik
  - Luboš Motl, fyzik
- 1976 – Martin Řezníček, novinář, reportér a moderátor

### Svět

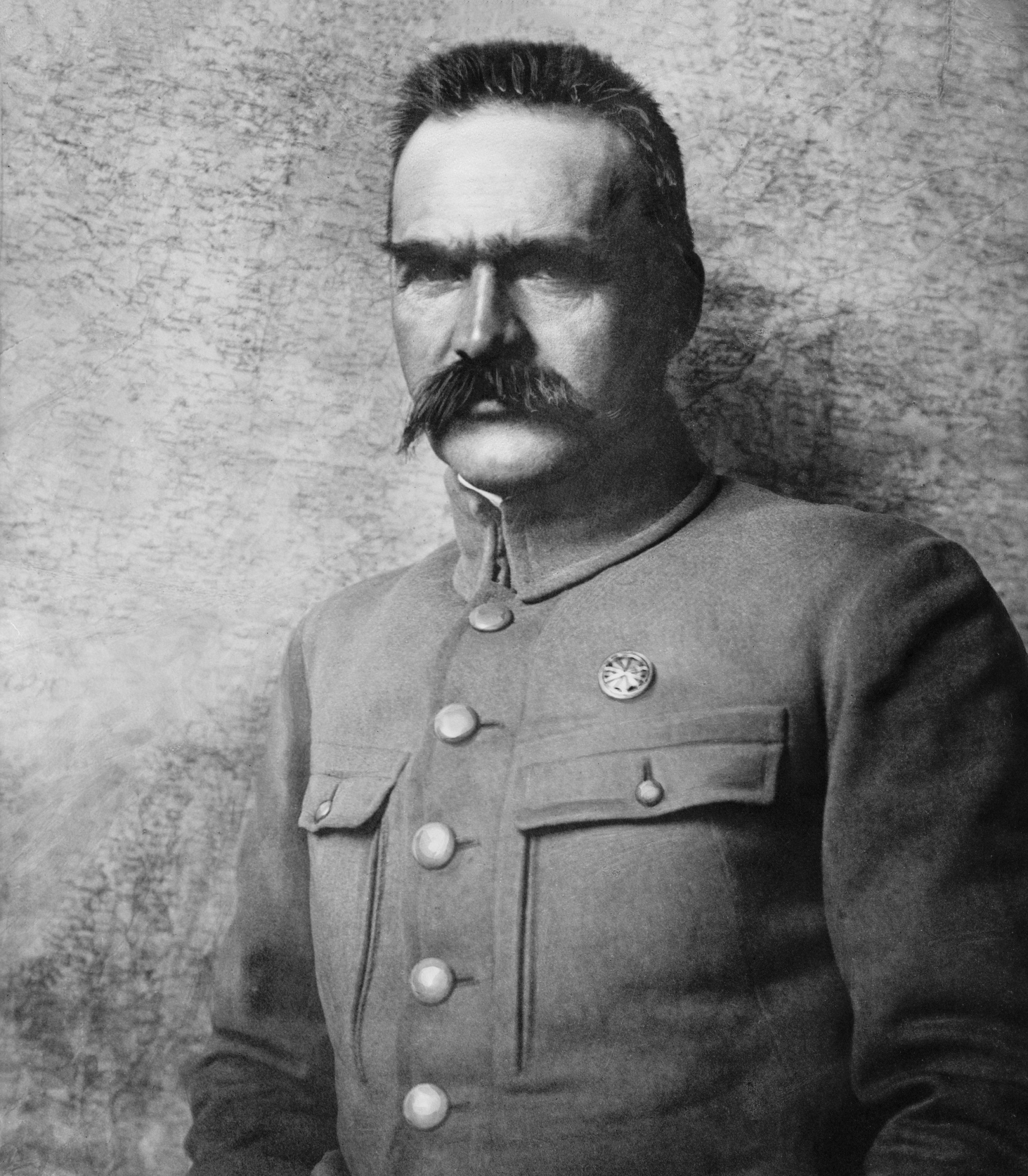
Józef Piłsudski (* 1867)

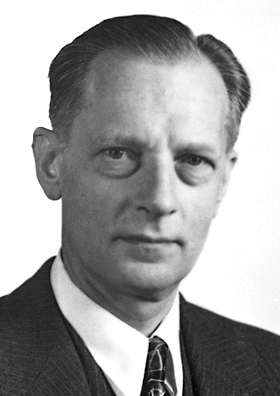
Carl Ferdinand Cori (* 1896)

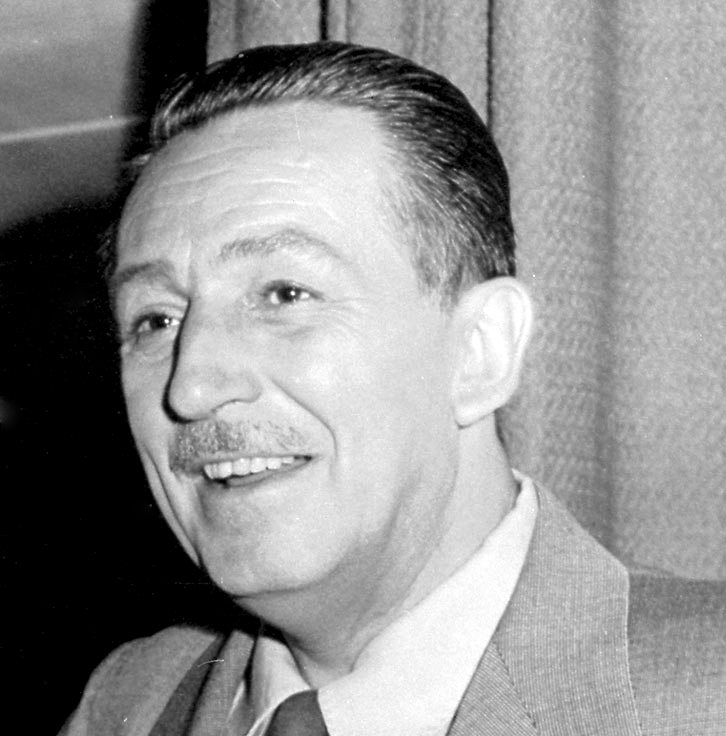
Walt Disney (* 1901)

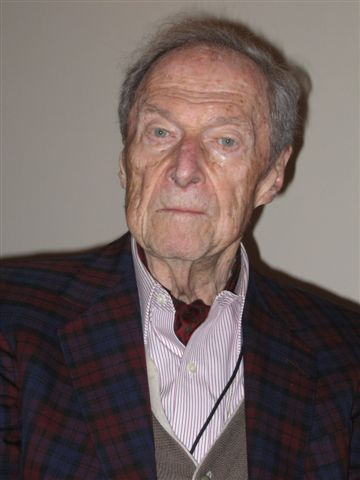
Hilary Koprowski (* 1916)

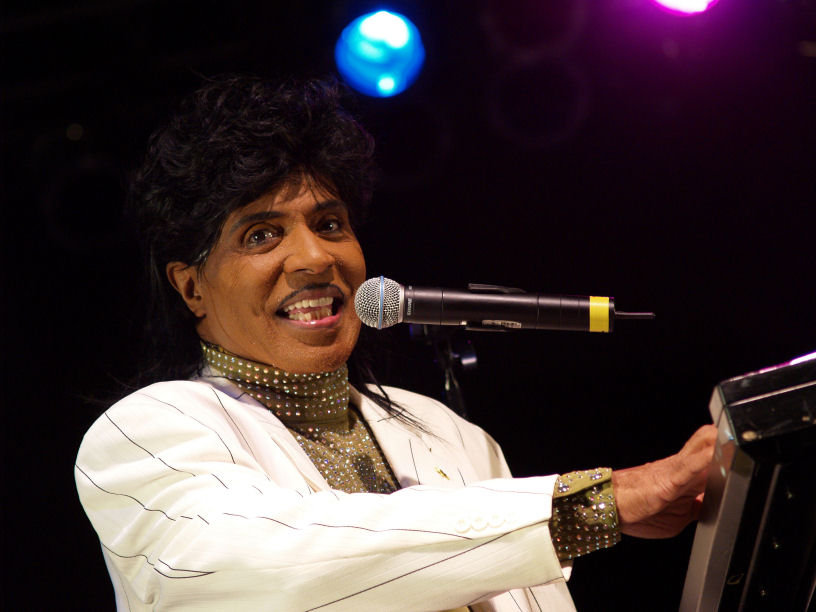
Little Richard (* 1932)

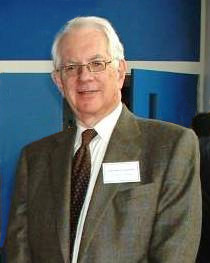
Sheldon Lee Glashow (* 1932)

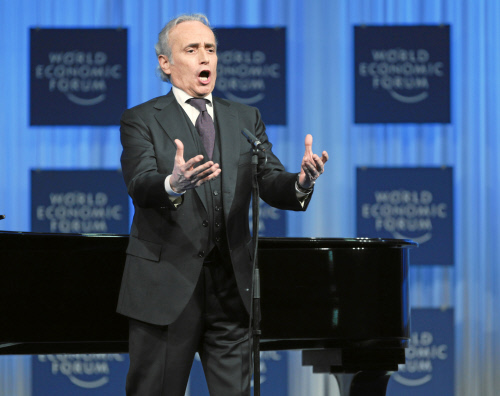
José Carreras (* 1946)

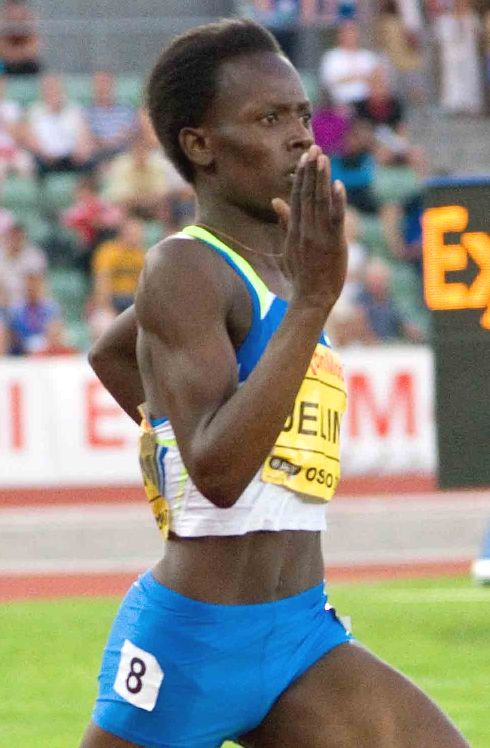
Pamela Jelimová (* 1989)

- 1377 – Ťien-wen, čínský císař († 13. července 1402)
- 1443 – Papež Julius II. († 1513)
- 1479 – Ayşe Hafsa Sultan, krymská princezna, manželka osmanského sultána Selima I. a matka sultána Sulejmana I. († 19. března 1534)
- 1537 – Jošiaki Ašikaga, šógun († 15. října 1597)
- 1657 – Filip Prosper Španělský, španělský infant († 1. listopadu 1661)
- 1687 – Francesco Geminiani, italský hudební skladatel, houslista a teoretik hudby († 17. září 1762)
- 1697 – Giuseppe de Majo, italský skladatel († 18. listopadu 1771)
- 1782 – Martin Van Buren, 8. americký prezident († 24. června 1862)
- 1783 – Simon Greenleaf, americký právník († 6. října 1853)
- 1803 – Fjodor Ivanovič Ťutčev, ruský romantický básník a diplomat († 1873)
- 1804 – Anežka Hohenlohe-Langenburská, dědičná kněžna z Löwenstein-Wertheim-Rosenberg († 9. září 1835)
- 1820 – Afanasij Fet, ruský básník († 3. prosince 1892)
- 1825 – Eugenie Marlittová, německá spisovatelka († 22. června 1887)
- 1832 – Charles Yriarte, francouzský spisovatel a novinář († 10. dubna 1898)
- 1839 – George Armstrong Custer, velitel kavalérie armády Spojených států v Americké občanské válce a indiánských válkách († 1876)
- 1852 – Jan Pindór, polský evangelický pastor a spisovatel († 29. prosince 1924)
- 1859 – John Jellicoe, britský admirál († 20. listopadu 1935)
- 1861
  - Konstantin Alexejevič Korovin, ruský malíř († 11. září 1939)
  - Armando Diaz, italský generál († 29. února 1928)
- 1867
  - Antti Aarne, finský folklorista († 5. února 1925)
  - Józef Piłsudski, polský revolucionář a státník († 1935)
- 1868 – Arnold Sommerfeld, německý teoretický fyzik († 1951)
- 1872 – Harry Nelson Pillsbury, americký šachový mistr († 17. června 1906)
- 1877 – Alessandro Anzani, italský konstruktér, motocyklový a automobilový závodník († 1956)
- 1885 – Andrej Kavuljak, slovenský historik a lesní inženýr († 30. května 1952)
- 1888 – Algot Niska, finský sportovec, obchodník, dobrodruh a pašerák († 28. května 1954)
- 1890 – Fritz Lang, rakouský a americký filmový režisér a scenárista († 2. srpna 1976)
- 1891 – Alexandr Rodčenko, sovětský fotograf a výtvarník († 3. prosince 1956)
- 1895 – David Cvi Pinkas, izraelský ministr dopravy († 14. srpna 1952)
- 1896 – Carl Ferdinand Cori, americký biochemik, nositel Nobelovy ceny za medicínu († 1984)
- 1897 – Geršom Scholem, izraelský filosof a historik († 21. února 1982)
- 1901
  - Walt Disney, americký filmový producent, režisér, scenárista a animátor († 15. prosince 1966)
  - Milton Erickson, americký psycholog († 25. března 1980)
  - Werner Heisenberg, německý fyzik, Nobelova cena 1932 († 1. února 1976)
- 1903
  - Arnold Gingrich, zakladatel a editor časopisu Esquire († 9. července 1976)
  - Cecil Powell, britský fyzik, nositel Nobelovy ceny za fyziku († 1969)
  - Johannes Heesters, nizozemský herec a zpěvák († 24. prosince 2011)
- 1905
  - Muhamad Abdulláh, kašmírský politik († 8. září 1982)
  - Eberhard Spenke, německý fyzik († 24. listopadu 1992)
- 1907
  - Alina Centkiewiczowa, polská spisovatelka a cestovatelka († 11. března 1993)
  - Lin Piao, čínský komunistický vojevůdce († 13. září 1971)
- 1911
  - Carlos Marighella, brazilský spisovatel a marxistický revolucionář († 4. prosince 1969)
  - Władysław Szpilman, polský klavírista a hudební skladatel († 6. července 2000)
- 1913 – Július Gábriš, slovenský katolický biskup († 13. listopadu 1987)
- 1914 – Anatole Abragam, francouzský fyzik († 8. června 2011)
- 1916 – Hilary Koprowski, polský lékař, virolog a imunolog († 11. dubna 2013)
- 1922 – Benjamin Creme, britský esoterik, spisovatel († 24. října 2016)
- 1925
  - Anastasio Somoza Debayle, prezident Nikaraguy († 17. září 1980)
  - Anna Świderkówna, polská historička a filoložka († 16. srpna 2008)
- 1927 – Pchúmipchon Adunjadét, thajský král († 13. října 2016)
- 1932
  - Sheldon Lee Glashow, americký fyzik, nositel Nobelovy ceny za fyziku
  - Little Richard (Richard Wayne Penniman), americký zpěvák a pianista († 9. května 2020)
  - Jacques Roubaud, francouzský básník, dramatik, prozaik a matematik
- 1934
  - Art Davis, americký jazzový kontrabasista († 29. července 2007)
  - Eberhard Jüngel, německý luteránský teolog († 28. září 2021)
- 1938 – JJ Cale, americký zpěvák a kytarista († 26. července 2013)
- 1939 – Ricardo Bofill, španělský architekt a urbanista
- 1940 – Niko Grafenauer, slovinský básník, esejista, literární historik a překladatel
- 1941
  - Péter Balázs, ministr zahraničních věcí Maďarské republiky
  - Igor Bázlik, slovenský skladatel a koncertní klavírista († 18. listopadu 2023)
- 1943
  - Nicolae Văcăroiu, premiér Rumunska
  - Andrew Jom Su-džong, jihokorejský kardinál
- 1945 – Moše Kacav, prezident Izraele
- 1946
  - José Carreras, španělský pěvec (tenor)
  - Hanif Kureishi, britsko-pákistánský dramatik, scenárista a spisovatel
- 1947
  - Rick Wills, britský baskytarista
  - Džugderdemidín Gurragčá, mongolský kosmonaut
- 1949 – Bruce Edward Melnick, americký astronaut
- 1950 – Camarón de la Isla, španělský zpěvák romského původu († 2. července 1992)
- 1952 – Tibor Kočík, slovenský básník, esejista, publicista a editor
- 1954 – Hanif Kureishi, dramatik, scenárista a spisovatel pákistánsko-britského původu
- 1955
  - Richard Gibbs, americký skladatel filmové hudby
  - Juha Tiainen, finský olympijský vítěz v hodu kladivem († 28. dubna 2003)
- 1956 – Krystian Zimerman, polský klavírista
- 1959 – Robbie France, britský bubeník, hudební producent a novinář, člen skupin UFO a Skunk Anansie († 14. ledna 2012)
- 1967 – Luc Jacquet, francouzský režisér
- 1975 – Ronnie O'Sullivan, britský hráč snookeru
- 1976 – Amy Acker, americká herečka
- 1977 – Maks Ščur, běloruský básník, spisovatel a překladatel
- 1978 – Olli Jokinen, finský lední hokejista
- 1979 – Niklas Hagman, finský lední hokejista
- 1980 – Jessica Paré, kanadská herečka a zpěvačka
- 1982 – Ján Mucha ml., slovenský fotbalový brankář
- 1985 – André-Pierre Gignac, francouzský fotbalista
- 1989 – Pamela Jelimová, keňská atletka
- 1991 – Monika Retschy, německá bouldristka
- 1993 – Ross Barkley, anglický fotbalista
- 1994 – Ondrej Duda, slovenský fotbalista
- 1998 – Conan Gray, americký zpěvák

## Úmrtí

### Česko

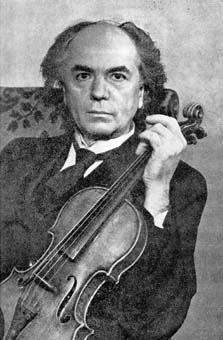
Jan Kubelík († 1940)

- 1886 – Anton Jungnickl, místní politik, starosta Znojma (* 10. června 1814)
- 1876 – Josef Množislav Bačkora, pedagog (* 2. února 1803)
- 1908 – Josef Uher, učitel a spisovatel (* 14. prosince 1878)
- 1911 – Josef Kyselka, kněz a spisovatel (* 16. března 1846)
- 1933 – Josef Mandl, malíř (* 18. března 1874)
- 1940 – Jan Kubelík, houslista a skladatel (* 5. července 1880)
- 1945 – Otto Lev Stanovský, kněz, rektor Arcibiskupského semináře v Praze, skladatel (* 8. listopadu 1882)
- 1950 – Bohumil Spáčil, provinciál České provincie Tovaryšstva Ježíšova (* 25. dubna 1875)
- 1958 – Alois Richard Nykl, lingvista (* 13. prosince 1885)
- 1961 – Miroslav Šustera, sportovec atlet a olympionik (* 15. března 1878)
- 1963 – Karel Stanislav, prozaik a dramatik (* 16. listopadu 1907)
- 1968 – Vladimír Boudník, grafik a malíř (* 17. března 1924)
- 1971 – Jiří Grossmann, textař, zpěvák a komik(* 20. července 1941)
- 1975 – Ludmila Kybalová, textilní výtvarnice (* 15. května 1905)
- 1984 – Jaromír Zápal, ilustrátor, malíř a spisovatel (* 18. března 1923)
- 1985 – Vladimír Ptáček, český herec a scenárista (* 29. října 1926)
- 1986 – Milena Zahrynowská, česká zpěvačka a herečka (* 10. listopadu 1941)
- 1990 – Josef Jedlička, český prozaik a esejista (* 16. března 1927)
- 1992 – Alois Apfelbeck, český matematik (* 18. listopadu 1925)
- 1994 – Zdeněk Petr, hudební skladatel populární hudby (* 21. září 1919)
- 1999 – Mojmír Balling, hudební skladatel (* 29. srpna 1928)
- 2002 – Jindřich Nečas, matematik (* 14. prosince 1929)
- 2007 – Zdeněk Pokorný, astronom (* 27. února 1947)
- 2010 – Heda Margoliová-Kovályová, spisovatelka a překladatelka (* 15. září 1919)
- 2012 – Miroslav Sígl, český publicista a spisovatel (* 25. září 1926)

### Svět

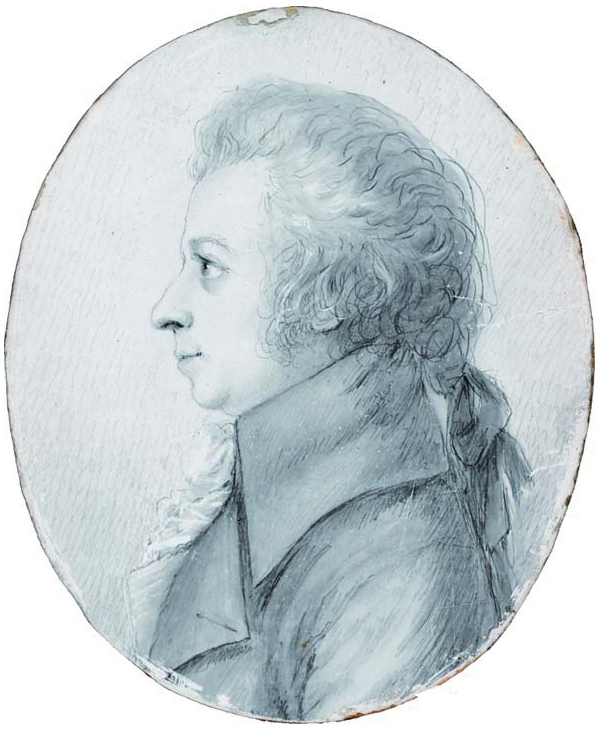
Wolfgang Amadeus Mozart († 1791)

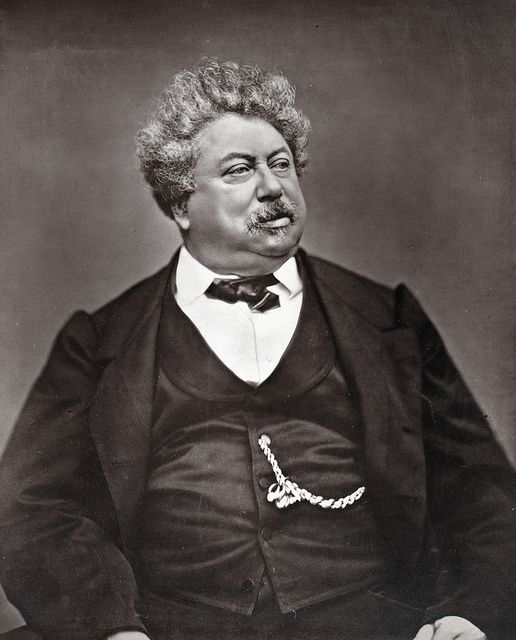
Alexandre Dumas († 1870)

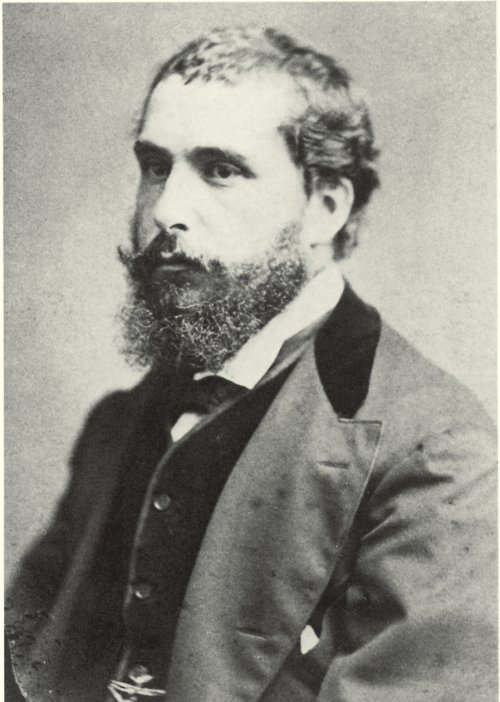
Claude Monet († 1926)

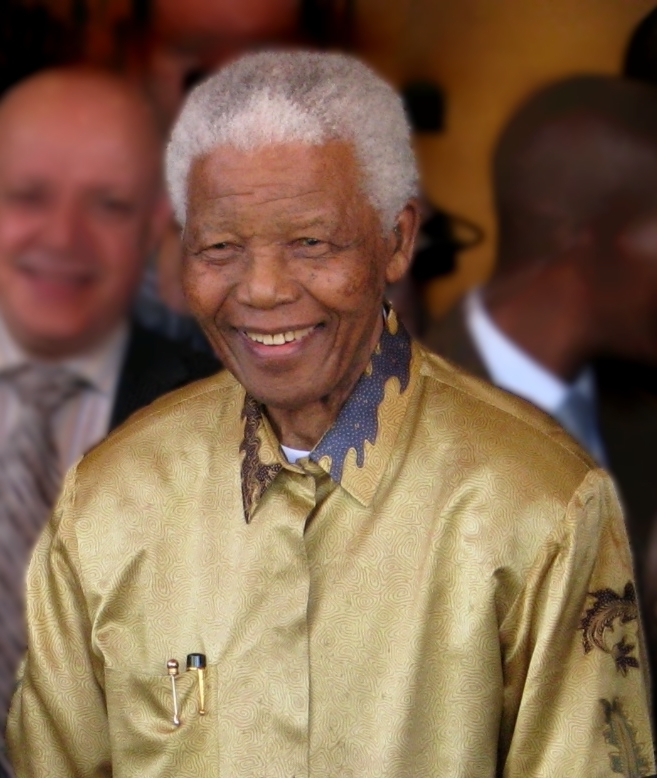
Nelson Mandela († 2013)

- 0532 – Sáva Posvěcený, křesťanský poustevník, kněz a světec (* 439)
- 0905 – Ealhswith, manželka anglosaského krále Alfréda Velikého (* asi 852)
- 1560 – František II. Francouzský, francouzský král (* 1544)
- 1608 – Zikmund I. Rákóczi, sedmihradský panovník (* 1544)
- 1686 – Niels Stensen, dánský katolický kněz a přírodovědec (* 11. ledna 1638)
- 1755 – William Cavendish, 3. vévoda z Devonshiru, britský státník a šlechtic (* 26. září 1698)
- 1758 – Johann Friedrich Fasch, německý hudební skladatel (* 15. dubna 1688)
- 1784 – Phillis Wheatleyová, první afroamerická básnířka (* asi 1753)
- 1791 – Wolfgang Amadeus Mozart, hudební skladatel (* 27. ledna 1756)
- 1835 – August von Platen, německý básník a dramatik (* 24. října 1796)
- 1864 – Alžběta Alexandra Württemberská, bádenská princezna (* 27. února 1802)
- 1870 – Alexandre Dumas starší, francouzský prozaik a dramatik (* 24. července 1802)
- 1881 – Nikolaj Ivanovič Pirogov, ruský vědec, chirurg (* 25. listopadu 1810)
- 1883 – Jozef Danielak, slovenský kněz, filolog a publicista (* 15. listopadu 1856)
- 1888 – Imrich Henszlmann, uherský architekt (* 13. října 1813)
- 1891 – Petr II. Brazilský, brazilský císař (* 2. prosince 1825)
- 1907 – Jekatěrina Svanidzeová, první manželka Josifa Stalina (* 2. dubna 1885)
- 1911 – Valentin Alexandrovič Serov, ruský malíř a grafik (* 19. ledna 1865)
- 1916 – Hans Richter, rakouský dirigent (* 4. dubna 1843)
- 1925 – Władysław Reymont, polský spisovatel, nositel Nobelovy ceny za literaturu (* 7. května 1867)
- 1926 – Claude Monet, francouzský malíř (* 14. listopadu 1840)
- 1927 – Fjodor Sologub, ruský básník (* 1. března 1863)
- 1931 – Filippo Rinaldi, rector major salesiánů (* 28. května 1856)
- 1936 – Oscar Wisting, norský námořník, polárník a objevitel (* 6. června 1871)
- 1942 – Emin Duraku, albánský partyzán (* 1917)
- 1944 – Julian Grobelny, německo-americký malíř (* 16. února 1893)
- 1945 – Thomas Morgan, americký genetik (* 25. září 1866)
- 1947 – William I. Thomas, americký sociolog (* 13. srpna 1863)
- 1949 – Alfred Lotka, americký chemik, fyzik, matematik (* 2. března 1880)
- 1950 – Šrí Aurobindo, indický hinduistický filozof, jogín, mystik a guru (* 1872)
- 1955 – Glenn Luther Martin, americký průkopník letectví (* 1886)
- 1965 – Joseph Erlanger, americký lékař, nositel Nobelovy ceny za medicínu (* 5. ledna 1874)
- 1969
  - Alice z Battenbergu, matka Filipa Mountbattena, manžela britské královny Alžběty II. (* 25. února 1885)
  - Claude Dornier, německý letecký konstruktér (* 14. května 1884)
- 1974 – Hazel Hotchkissová Wightmanová, americká tenistka, dvojnásobná olympijská vítězka (* 20. prosince 1886)
- 1977
  - Rahsaan Roland Kirk, americký jazzový multiinstrumentalista (* 7. srpna 1935)
  - Alexandr Vasilevskij, maršál Sovětského svazu (* 30. září 1895)
- 1978 – Pavol Čády, slovenský skladatel a textař (* 9. srpna 1911)
- 1988 – Aurélien Sauvageot, francouzský jazykovědec (* 13. dubna 1897)
- 1989 – Li Kche-žan, čínský malíř (* 23. července 1907)
- 2005 – Vladimir Toporov, ruský filolog (* 5. července 1928)
- 2006 – David Bronštejn, sovětský (ukrajinský) šachista (* 19. února 1924)
- 2007
  - Karlheinz Stockhausen, německý hudební skladatel (* 22. srpna 1928)
  - John Winter, australský olympijský vítěz ve skoku do výšky (* 3. prosince 1924)
- 2008 – Alexij II., hlava Ruské pravoslavné církve (* 23. února 1929)
- 2009
  - Alfred Hrdlicka, rakouský politik (* 27. února 1928)
  - Jim Rohn, americký motivátor, řečník a spisovatel (* 25. září 1930)
- 2011 – Violetta Villas, polská zpěvačka (* 10. června 1938)
- 2012
  - Dave Brubeck, americký klavírista (* 6. prosince 1920)
  - Oscar Niemeyer, brazilský architekt (* 15. prosince 1907)
- 2013
  - Nelson Mandela, jihoafrický prezident, nositel Nobelovy ceny míru (* 18. července 1918)
  - Colin Wilson, britský spisovatel, filozof (* 26. června 1931)
  - Barry Jackson, britský herec (* 23. března 1937)
- 2014
  - Arthur Leipzig, americký fotograf (* 25. října 1918)
  - Fabiola Belgická, belgická královna (* 11. června 1928)
- 2017 – Michal I., poslední rumunský král (* 25. října 1921)
- 2020 – Viktor Ponědělnik, ruský fotbalista (* 22. května 1937)
- 2021 – Bob Dole, americký politik (* 22. července 1923)
- 2022 – Kirstie Alleyová, americká herečka (* 12. ledna 1951)
- 2023
  - Denny Laine, anglický kytarista, člen Wings (* 29. října 1944)
  - Konstantin z Lichtenštejna, člen lichtenštejnské knížecí rodiny a podnikatel (* 15. března 1972)

## Svátky

### Česko
- Jitka
- večer chodí Mikuláš

### Slovensko
- Oto

Katolický kalendář
- Sáva Posvěcený

### Svět
- Mezinárodní den dobrovolníků
- Mezinárodní den půdy
- SSSR: Den ústavy
- Haiti: Den objevení

| 5. prosinec v pražském KlementinuÚdaje jsou platné k 8. 7. 2025. | 5. prosinec v pražském KlementinuÚdaje jsou platné k 8. 7. 2025. | 5. prosinec v pražském KlementinuÚdaje jsou platné k 8. 7. 2025. |
| minimum                                                          | denní průměr                                                     | maximum                                                          |
| ---------------------------------------------------------------- | ---------------------------------------------------------------- | ---------------------------------------------------------------- |
| −14,8 °C (1902)                                                  | 2,5 °C (od 1961)                                                 | 17,4 °C (1961)                                                   |